# São Pedro da Cova
São Pedro da Cova era una freguesia portuguesa del municipio de Gondomar, distrito de Oporto.

## Historia
Fue suprimida el 28 de enero de 2013, en aplicación de una resolución de la Asamblea de la República portuguesa promulgada el 16 de enero de 2013 al unirse con la freguesia de Fânzeres, formando la nueva freguesia de Fânzeres e São Pedro da Cova.